# SYO-ZAKU
SYO-ZAKU（しょーざく、5月23日 - ）は、日本のシンガーソングライター。ロックバンドA.Z.SwitchBladeのリーダー兼ボーカル。SYO-ZAKU名義の活動、ユニットでのライブ活動も大阪を拠点として精力的に行っている。「関西アニメソングの帝王」の異名を持つ。大阪府堺市出身。

## 概要
1989年、ヤマハ音楽振興会主催のTEENS' MUSIC FESTIVAL '89での優勝をきっかけにロックバンド「ALEF-GALD」のリーダー兼ボーカリストとしてデビュー。活動期間3年で解散するが、その7年後「A.G.SwitchBlade」を結成。自身を「SYO-ZAKU」と名乗る。翌年、バンド名を「A.Z.SwitchBlade」に改名され現在に至る。
2011年から始まった浪速伝説トライオーでは主題歌・エンディングテーマの歌唱、挿入歌の制作、最終ボスの声優、カメオ出演など多岐にわたって携わっている。大阪ドロット一座ではPaniCrewのKASSANとユニットを組み、2013年から旗揚げメンバーとして活動。代表曲は、『Let's Go! トライオー』、『God knows...』、『そんなんちゃうねん』など。

## 経歴
高校入学と同時にフォークソング部に入部。その年の文化祭に体育館にて初ステージを敢行。同年に参加した各高校対抗アコースティック音楽大会で優勝は逃すものの入賞する。
高校3年生時には生徒会役員となり、フォークソング部では部長を務める。アコースティックバンド、ハードロックバンド、パンクバンドを掛け持ちした。同年、偶然訪れたイベントで対バンとしてベースを弾いている中学時代の同級生、KATO-に再会。
高校卒業とほぼ同時期にバンドを1本に絞り、メンバーも固めて、当時常連だった三木楽器心斎橋店のスタッフ(現店長)からの勧めでコンテストに出場。
SYO-ZAKUがリーダー、ボーカル、編曲をするバンド「ALEF-GALD」で、1989年ヤマハ音楽振興会主催「TEENS' MUSIC FESTIVAL'89」全国大会まで勝ち進み、2部門で受賞し、優勝（音楽雑誌談）。参加者総数は7万人。受賞曲は、デビルマンのED「今日もどこかでデビルマン」。活動期間3年で、メンバーの脱退を機に「ALEF-GALD」は解散。
1999年、ドラムス以外は、オリジナルメンバーで復活。バンド名を「A.G.SwitchBlade」とし、自身を「SYO-ZAKU」と名乗る。
再結成3ヶ月後に応募したコンテストで、優勝は逃すものの入賞。有名新聞に大きく掲載される。2000年、当時のギタリストが何故か勝手に「A.Z.SwitchBlade」に改名。理由は未だに判明していない。
2011年10月、精力的にライブハウス等で活動中に、シオジリケンジの目にとまり、浪速伝説トライオーの主題歌『Let's Go! トライオー』のヴォーカルに抜擢される。後2013年1月放送の「浪速伝説トライオー」（テレビ大阪）では挿入歌『ガッツ!ガッツ!ガッツ!トライオー』の歌唱も担当。
2013年6月、ギタリストNOMATIN加入。スリーピースバンドになる。ボーカル･打ち込み:SYO-ZAKU、ベース:KATO-、ギター:NOMATIN。
同年10月、アームエンタープライズが率いる「浪速発･大阪全開で全国制覇」を掲げる「大阪ドロット」というコンセプト集団に参加。ダンスパフォーマンスグループPaniCrewのKASSANとのユニット「SYO-ZAKU feat.KASSAN」で活動開始。現在進行形で数々の曲を発表中。
2015年5月から、冠トーク番組「SYO-ZAKUのそんなんちゃうねんTV!」をニコニコ生放送で配信開始。メインパーソナリティとして、道頓堀にある「そえもんサテライトスタジオ」から毎回多彩なゲストを迎えてトークを繰り広げた。
2016年7月、「浪速伝説トライオー2 ナニワベッコウ編」（BS12）にて主題歌・エンディングテーマの他、挿入歌の制作、最終ボス怪人の声優、カメオ出演など多岐にわたって携わった。
同年11月、冠トーク番組「SYO-ZAKUのそんなんちゃうねんTV!」の配信媒体をFRESH! by AbemaTVに移行。番組のログを無期限で視聴できるようになった。

## 人物

### 性格
ライブの衣装は上下ブラックのセットアップ、サングラスに帽子という厳ついスタイルであるが、MCでは気さくで、自ら笑いをとりに行く場面もあるほど会場を盛り上げるのが好き。
猫好きで、猫に関係するものには目がない。

### 音楽性
幼少の頃に両親から与えられた音楽はクラシック。16歳まで音楽は聴くばかりで活動一切無し。
好んで聴いていたのは、佐野元春、安全地帯、THE ALFEE、長渕剛、大瀧詠一、浜田省吾、イエロー・マジック・オーケストラ、ビリー・ジョエル、フィル・コリンズ、スティング、ハワード・ジョーンズ、マイケル・ジャクソン。
「ALEF-GALD」当時、おかげ様ブラザーズ、米米CLUB、ファンクに傾倒していた為、バンドのジャンルは何でもアリのコミックバンド。
「TEENS' MUSIC FESTIVAL'89」で披露した「今日もどこかでデビルマン」は3分程の原曲を弄りに弄り、バラードあり、ハードロックあり、ロックンロールあり、スラッシュメタルあり、ムード歌謡あり、四畳半フォークあり、コントありで、7分半の曲に仕上げた。

### 趣味
プラモデルが得意。自宅に専用の離れを持つほどプラモデル好きの父親に手解きを受け、小学生にしてプラモデル店でのコンテストで受賞する腕前を持つ。父親の影響で中学2年生の時、サバイバルゲームのチームを自ら立ち上げ、高校1年生まで活動する。

### エピソード
両親共に学校関係者の下に産まれる。幼少の頃に与えられる本は、図鑑、偉人伝だった。
小学5年生時に、音楽以外では初めて自分の意思でステージに立つ。
2016年10月末には3日連続5ステージの偉業を達成した。

### 影響
米米CLUBが好きで学生時代に影響を受けた。石井竜也がSYO-ZAKUが作った曲についてコメントをした半年後に「米米CLUBとして初めて」のアニソンカバーをライブで演奏した。ヒデ夕樹を尊敬しており、『Let's Go! トライオー』では歌い方をオマージュした部分がある。

## ライブ活動
16歳
- 初ライブ 文化祭 体育館

18歳
- 泉大津市民会館ホール

19歳〜21歳
- 大阪郵便貯金ホール
- 大阪厚生年金会館ホール
- バナナホール
- 東京中野サンプラザホール
- バーボンハウス
- アムホール
- 大阪城野外音楽堂
- ミューズホール

29歳〜
- コスモステーション
- fuzz
- 花博記念ホール
- BERONICA
- 7DAYS
- FAN-J
- 服部緑地野外音楽堂
- あべのRockTown
- 心斎橋JANUS
- 堀江Goldee
- base2.5

2016年
- 10月29日 - コスプレ★ハロウィンナイト イヴ×2（base2.5）
- 10月31日 - コスプレ★ハロウィンナイト（base2.5）
- 11月13日 - アニマニ!vol.23（HorieGoldee）

### ワンマンライブ
19歳〜21歳
- 堺市立青少年の家ホール

2009〜2012年
- Spiral
- 毎年「お客様感謝デー」と銘打って30曲以上演奏するライブを敢行

### 出演イベント
2013年
- 2月12日 - 特撮ヒーロー広報部（なんば紅鶴）
- 3月22日 - OTAKUフジステーション

2016年
- 10月30日 - BS版トライオーキャストトークショー（クラムカフェ）

## ディスコグラフィ

### シングル
| 配信開始日     | タイトル                        | カラオケ配信   |
| 2013年 3月13日 | ガッツ!ガッツ!ガッツ!トライオー | カラオケの鉄人 |
| 2015年 4月22日 | Let's Go! トライオー            | ×              |

※いずれもWeb(Amazon.Mp3、iTunes、レコチョク)で配信されている。

### 企画盤
| 発売日         | アルバム名                             | 曲名                           | CD | Web配信 |
| -------------- | -------------------------------------- | ------------------------------ | -- | ------- |
| 2009年12月15日 | アニソン100連発!!! MEGA電波ww ヲタ芸編 | God knows...                   | ○  | ×       |
| 2014年 2月19日 | 大阪ドロット其ノ一                     | そんなんちゃうねん feat.KASSAN | ×  | ○       |

※Web配信はAmazon.Mp3、iTunes、レコチョクにて。

### 楽曲提供
- Bugって花井

「渚のゴンタコ サーフィンJPN」
作詞:SYO-ZAKU･Bugって花井　作曲･編曲:SYO-ZAKU
「ゴンタコのタンゴ」
作詞･作曲･編曲:SYO-ZAKU

## ミュージック・ビデオ
- 2014年「大阪ドロットパレード」大阪ドロット一座の一員として出演

## ライブストリーミング配信
- 『SYO-ZAKUのそんなんちゃうねんTV!』（FRESH! by AbemaTV内RAGN TV、毎週木曜21:00-22:00）
  - ニコニコ生放送内そえもんサテライトチャンネルの一番組（2015年5月28日-2016年11月3日、毎週木曜21:00-22:00）として放送開始。2016年11月10日放送分より現在の放送枠へ引っ越し再スタート。
毎回SYO-ZAKUに縁のあるゲストを招き、活動内容の紹介、音楽観やライブでのエピソードなど様々な話題についてトークをする。